# Skeleton-Weltcup 2022/23
Der Skeleton-Weltcup 2022/23 (Sponsorenname: BMW IBSF Weltcup 2022/2023) war eine von der International Bobsleigh & Skeleton Federation (IBSF) veranstaltete Wettkampfserie im Skeleton, in der Wettbewerbe für Männer und Frauen ausgetragen wurden. Der Weltcup startete am 24. November 2022 in Whistler und endete am 17. Februar 2023 in Sigulda.
Höhepunkt der Saison waren die Weltmeisterschaften in St. Moritz, deren Ergebnisse jedoch nicht zum Weltcup zählten.
Titelverteidiger in der Gesamtweltcupwertung waren Kimberley Bos und Martins Dukurs, der seine Karriere allerdings nach der Vorsaison beendete.
Durchgehend am gleichen Ort fanden die Rennen zum Bob-Weltcup statt.
Aufgrund des Krieges gegen die Ukraine schloss die IBSF auf ihrem Kongress im Sommer 2022 russische Athleten vom Wettbewerb bis auf weiteres aus.

## Wettkampfkalender
Als Zeitraum ist stets die gesamte Wettkampfwoche angegeben, die eigentlichen Weltcupwettbewerbe sind jeweils für Freitag angesetzt.
| # | Datum                           | Land               | Ort            | Wettkampfstätte                      |
| - | ------------------------------- | ------------------ | -------------- | ------------------------------------ |
| 1 | 21.–27. November 2022           | Kanada             | Whistler       | Whistler Sliding Centre              |
| 2 | 28. November – 4. Dezember 2022 | Vereinigte Staaten | Park City      | Utah Olympic Park Track              |
| 3 | 12.–18. Dezember 2022           | Vereinigte Staaten | Lake Placid    | Olympia-Bobbahn Mount Van Hoevenberg |
| 4 | 2.–8. Januar 2023               | Deutschland        | Winterberg     | Veltins-Eisarena                     |
| 5 | 9.–15. Januar 2023              | Deutschland        | Altenberg      | Rennschlitten- und Bobbahn Altenberg |
| 6 | 16.–22. Januar 2023             | Deutschland        | Altenberg      | Rennschlitten- und Bobbahn Altenberg |
| 7 | 6.–12. Februar 2023             | Österreich         | Innsbruck-Igls | Olympia Eiskanal Igls                |
| 8 | 13.–19. Februar 2023            | Lettland           | Sigulda        | Bob- und Rennschlittenbahn Sigulda   |

## Übersicht
| 1. Weltcup in Whistler, 24. November 2022 | 1. Weltcup in Whistler, 24. November 2022 | 1. Weltcup in Whistler, 24. November 2022 | 1. Weltcup in Whistler, 24. November 2022 |
| ----------------------------------------- | ----------------------------------------- | ----------------------------------------- | ----------------------------------------- |
| Disziplin                                 | Erster Platz                              | Zweiter Platz                             | Dritter Platz                             |
| Frauen                                    | Hannah Neise                              | Brogan Crowley Hallie Clarke              |                                           |
| Männer                                    | Marcus Wyatt                              | Jung Seung-gi                             | Matt Weston                               |

| 2. Weltcup in Park City, 1. Dezember 2022 | 2. Weltcup in Park City, 1. Dezember 2022 | 2. Weltcup in Park City, 1. Dezember 2022 | 2. Weltcup in Park City, 1. Dezember 2022 |
| ----------------------------------------- | ----------------------------------------- | ----------------------------------------- | ----------------------------------------- |
| Disziplin                                 | Erster Platz                              | Zweiter Platz                             | Dritter Platz                             |
| Frauen                                    | Mirela Rahneva                            | Tina Hermann                              | Laura Deas                                |
| Männer                                    | Christopher Grotheer                      | Jung Seung-gi                             | Marcus Wyatt                              |

| 3. Weltcup in Lake Placid, 16. Dezember 2022 | 3. Weltcup in Lake Placid, 16. Dezember 2022 | 3. Weltcup in Lake Placid, 16. Dezember 2022 | 3. Weltcup in Lake Placid, 16. Dezember 2022 |
| -------------------------------------------- | -------------------------------------------- | -------------------------------------------- | -------------------------------------------- |
| Disziplin                                    | Erster Platz                                 | Zweiter Platz                                | Dritter Platz                                |
| Frauen                                       | Tina Hermann                                 | Susanne Kreher                               | Kelly Curtis                                 |
| Männer                                       | Matt Weston                                  | Christopher Grotheer                         | Jung Seung-gi                                |

| 4. Weltcup in Winterberg, 6. Januar 2023 | 4. Weltcup in Winterberg, 6. Januar 2023 | 4. Weltcup in Winterberg, 6. Januar 2023 | 4. Weltcup in Winterberg, 6. Januar 2023 |
| ---------------------------------------- | ---------------------------------------- | ---------------------------------------- | ---------------------------------------- |
| Disziplin                                | Erster Platz                             | Zweiter Platz                            | Dritter Platz                            |
| Frauen                                   | Kimberley Bos                            | Mirela Rahneva                           | Hannah Neise                             |
| Männer                                   | Christopher Grotheer                     | Axel Jungk                               | Matt Weston                              |

| 5. Weltcup in Altenberg, 13. Januar 2023 | 5. Weltcup in Altenberg, 13. Januar 2023 | 5. Weltcup in Altenberg, 13. Januar 2023 | 5. Weltcup in Altenberg, 13. Januar 2023 |
| ---------------------------------------- | ---------------------------------------- | ---------------------------------------- | ---------------------------------------- |
| Disziplin                                | Erster Platz                             | Zweiter Platz                            | Dritter Platz                            |
| Frauen                                   | Tina Hermann                             | Susanne Kreher                           | Kimberley Bos                            |
| Männer                                   | Matt Weston                              | Christopher Grotheer                     | Axel Jungk                               |

| 6. Weltcup und Europameisterschaft in Altenberg, 20. Januar 2023 | 6. Weltcup und Europameisterschaft in Altenberg, 20. Januar 2023 | 6. Weltcup und Europameisterschaft in Altenberg, 20. Januar 2023 | 6. Weltcup und Europameisterschaft in Altenberg, 20. Januar 2023 |
| ---------------------------------------------------------------- | ---------------------------------------------------------------- | ---------------------------------------------------------------- | ---------------------------------------------------------------- |
| Disziplin                                                        | Erster Platz                                                     | Zweiter Platz                                                    | Dritter Platz                                                    |
| Frauen                                                           | Tina Hermann                                                     | Janine Flock                                                     | Susanne Kreher                                                   |
| Männer                                                           | Matt Weston                                                      | Christopher Grotheer                                             | Axel Jungk                                                       |

| 7. Weltcup in Innsbruck-Igls, 10. Februar 2023 | 7. Weltcup in Innsbruck-Igls, 10. Februar 2023 | 7. Weltcup in Innsbruck-Igls, 10. Februar 2023 | 7. Weltcup in Innsbruck-Igls, 10. Februar 2023 |
| ---------------------------------------------- | ---------------------------------------------- | ---------------------------------------------- | ---------------------------------------------- |
| Disziplin                                      | Erster Platz                                   | Zweiter Platz                                  | Dritter Platz                                  |
| Frauen                                         | Kimberley Bos                                  | Hallie Clarke                                  | Kim Meylemans                                  |
| Männer                                         | Matt Weston                                    | Jung Seung-gi                                  | Chen Wenhao                                    |

| 8. Weltcup in Sigulda, 17. Februar 2023 | 8. Weltcup in Sigulda, 17. Februar 2023 | 8. Weltcup in Sigulda, 17. Februar 2023 | 8. Weltcup in Sigulda, 17. Februar 2023 |
| --------------------------------------- | --------------------------------------- | --------------------------------------- | --------------------------------------- |
| Disziplin                               | Erster Platz                            | Zweiter Platz                           | Dritter Platz                           |
| Frauen                                  | Tina Hermann                            | Laura Deas                              | Kim Meylemans                           |
| Männer                                  | Matt Weston                             | Marcus Wyatt                            | Christopher Grotheer                    |

## Gesamtwertung

### Frauen
| Rang | Athlet                | WHI | PAC | LPC | WIB | AB1 | AB2 | IGL | SIG | Punkte |
| ---- | --------------------- | --- | --- | --- | --- | --- | --- | --- | --- | ------ |
| 01   | Tina Hermann          | 6   | 2   | 1   | 4   | 1   | 1   | 10  | 1   | 1622   |
| 02   | Kimberley Bos         | 5   | 7   | 5   | 1   | 3   | 5   | 1   | 4   | 1562   |
| 03   | Mirela Rahneva        | 7   | 1   | 8   | 2   | 4   | 4   | 4   | 6   | 1515   |
| 04   | Susanne Kreher        | 10  | 4   | 2   | 6   | 2   | 3   | 7   | 5   | 1484   |
| 05   | Hannah Neise          | 1   | 6   | 6   | 3   | –   | 10  | 11  | 7   | 1225   |
| 06   | Kelly Curtis          | 11  | 5   | 3   | 11  | 9   | 7   | 13  | 17  | 1184   |
| 07   | Anna Fernstädt        | 4   | 11  | 10  | 15  | 7   | 9   | 17  | 10  | 1128   |
| 08   | Jane Channell         | 8   | 19  | 13  | 10  | 11  | 6   | 14  | 9   | 1074   |
| 09   | Laura Deas            | 12  | 3   | 11  | –   | 5   | dns | 6   | 2   | 1034   |
| 10   | Brogan Crowley        | 2   | 13  | 9   | –   | 16  | 8   | 12  | 8   | 1026   |
| 11   | Nicole Rocha Silveira | 8   | 10  | 12  | 14  | 10  | 16  | 16  | 12  | 1008   |
| 12   | Zhao Dan              | –   | 8   | 16  | 13  | 12  | 11  | 8   | 14  | 0912   |
| 13   | Hallie Clarke         | 2   | 9   | 18  | 17  | –   | 15  | 2   | –   | 0844   |
| 14   | Janine Flock          | –   | –   | –   | 5   | 8   | 2   | 4   | –   | 0746   |
| 15   | Kendall Wesenberg     | 15  | 12  | 7   | 16  | 17  | 18  | 18  | –   | 0746   |
| 16   | Li Yuxi               | –   | 16  | 17  | 18  | 13  | 12  | 15  | 14  | 0728   |
| 17   | Valentina Margaglio   | –   | –   | –   | 8   | DNF | 14  | 9   | 11  | 0560   |
| 18   | Kim Meylemans         | –   | –   | –   | 9   | –   | –   | 3   | 3   | 0552   |
| 19   | Jaclyn Narracott      | 13  | 18  | 4   | –   | 13  | –   | –   | –   | 0512   |
| 20   | Agathe Bessard        | 14  | –   | 15  | 19  | 15  | 17  | –   | –   | 0482   |
| 21   | Kellie Delka          | –   | 17  | 14  | –   | 20  | 19  | –   | 16  | 0438   |
| 22   | Alessandra Fumagalli  | –   | –   | –   | –   | 18  | 13  | 19  | 13  | 0394   |
| 23   | Jaclyn Laberge        | –   | 14  | 19  | 21  | –   | 20  | –   | –   | 0316   |
| 24   | Julia Erlacher        | 16  | 15  | 20  | –   | –   | –   | –   | –   | 0268   |
| 25   | Jacqueline Lölling    | –   | –   | –   | –   | 6   | –   | –   | –   | 0176   |
| 26   | Freya Tarbit          | –   | –   | –   | 7   | –   | –   | –   | –   | 0176   |
| 27   | Tabitha Stoecker      | –   | –   | –   | 12  | –   | –   | –   | –   | 0176   |
| 28   | Mystique Ro           | –   | –   | –   | –   | 19  | –   | –   | –   | 0074   |
| 29   | Alessia Crippa        | –   | –   | –   | 20  | –   | –   | –   | –   | 0068   |
| 30   | Aline Pelckmans       | –   | –   | –   | –   | –   | 21  | –   | –   | 0062   |

### Männer
| Rang | Athlet                | WHI | PAC | LPC | WIB | AB1 | AB2 | IGL | SIG | Punkte |
| ---- | --------------------- | --- | --- | --- | --- | --- | --- | --- | --- | ------ |
| 01   | Christopher Grotheer  | 5   | 1   | 2   | 1   | 2   | 2   | 4   | 3   | 1656   |
| 02   | Matt Weston           | 3   | 18  | 1   | 3   | 1   | 1   | 1   | 1   | 1605   |
| 03   | Marcus Wyatt          | 1   | 3   | 4   | 4   | 6   | 5   | 9   | 2   | 1531   |
| 04   | Jung Seung-gi         | 2   | 2   | 3   | 13  | 4   | 7   | 2   | 7   | 1478   |
| 05   | Axel Jungk            | 4   | 7   | 5   | 2   | 3   | 3   | 7   | 10  | 1466   |
| 06   | Jisoo Kim             | 11  | 5   | 7   | 5   | 7   | 11  | 6   | 8   | 1312   |
| 07   | Felix Keisinger       | 7   | 4   | 8   | 7   | 8   | 14  | 8   | 5   | 1304   |
| 08   | Florian Austin        | 9   | 6   | 6   | 9   | 11  | 4   | 13  | 16  | 1200   |
| 09   | Chen Wenhao           | –   | 9   | 10  | 11  | 5   | 6   | 3   | 9   | 1144   |
| 10   | Yin Zheng             | –   | 10  | 9   | 12  | 10  | 8   | 5   | 6   | 1088   |
| 11   | Yan Wengang           | –   | 8   | 12  | 5   | 9   | 8   | 8   | 18  | 0944   |
| 12   | Florian Auer          | 7   | 15  | 14  | 14  | 14  | 15  | 14  | 13  | 0944   |
| 13   | Vladyslav Heraskevych | 10  | 12  | 11  | 15  | 13  | 16  | 17  | 12  | 0944   |
| 14   | Craig Thompson        | –   | –   | –   | 10  | 16  | 10  | 12  | 4   | 0704   |
| 15   | Andrew Blaser         | 14  | 11  | 13  | 17  | 21  | 20  | 16  | –   | 0682   |
| 16   | Alexander Schlintner  | 12  | 13  | 16  | 19  | 12  | 12  | –   | –   | 0674   |
| 17   | Blake Enzie           | 6   | 16  | 17  | 18  | –   | 21  | 19  | 18  | 0656   |
| 18   | Mattia Gaspari        | –   | –   | –   | 16  | 15  | 12  | 15  | 11  | 0568   |
| 19   | Amadeo Bagnis         | –   | –   | –   | 8   | –   | –   | 11  | 13  | 0416   |
| 20   | Evan Neufeldt         | 13  | 17  | –   | 20  | 18  | 23  | –   | –   | 0406   |
| 21   | Laurence Bostock      | 15  | 14  | 15  | –   | –   | –   | –   | –   | 0320   |
| 22   | Samuel Maier          | –   | –   | –   | –   | –   | –   | 10  | 15  | 0248   |
| 23   | Lucas Defayet         | –   | –   | –   | –   | 17  | 18  | –   | 19  | 0242   |
| 24   | Peter Makrides        | –   | 19  | –   | –   | –   | –   | 20  | –   | 0142   |
| 25   | Manuel Schwaerzer     | –   | –   | –   | –   | 20  | 22  | –   | –   | 0124   |
| 26   | Rasmus Johansen       | –   | –   | –   | –   | –   | 17  | –   | –   | 0088   |
| 27   | Kyle Donsberger       | –   | –   | 18  | –   | –   | –   | –   | –   | 0080   |
| 28   | Basil Sieber          | –   | –   | –   | –   | –   | 19  | –   | –   | 0074   |
| 29   | Mark Lynch            | –   | –   | –   | –   | 19  | –   | –   | –   | 0074   |